# Észtországi forgalmi rendszámok

Jelenlegi észt forgalmi rendszám.

Észtország 1991. augusztus 20-án szakadt el a Szovjetuniótól, majd az év decemberétől használják a szovjet rendszámok helyett a saját észt rendszámot.

## Történelmi rendszámok

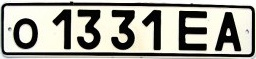
Régi szovjet rendszám

### Szovjet rendszám
Kizárólag két utótagot használtak a szovjet kori rendszámokon: ЕА and ЭС. Nem azonosítottak egy adott várost sem, hanem arra szolgáltak, hogy tájékoztassák, hogy a járművet az Észt Szovjet Szocialista Köztársaságban regisztrálták. A tervek szerint további ЕС utótag bevezetését tervezték, de mivel ez közvetlenül a Szovjetunió összeomlása előtt következett be, a védjegyet később az orosz Szentpétervárra ruházták.

## Jelenlegi rendszámok

### 1991-es sorozat
Az 1991-ben bevezetett új rendszám teljesen szakított a régi szovjet rendszámok formátumával.
A normál, általánosan használt rendszám fehér alapon fekete karakterekkel írt, három szám - három latin betű melyből az első betű (területkód), (pl.: 195 AGM), fekete kerettel. Méretei megfelelnek az európai szabványnak: az egysoros 520 mm * 110 mm; a kétsoros: 340 mm * 220 mm; motorkerékpár: 150 mm * 150 mm.
Pótkocsikon a karaktercsoportok sorrendje ugyanilyen, elöl van a háromkarakteres sorozatszám, aztán két latin betű melyből az első a területkód, pl.: 694 NZ.
A motorkerékpárok rendszáma nagyon hasonlít a pótkocsikon felfedezhető rendszámokra, elöl van a háromkarakteres sorozatszám, aztán két latin betű melybőlk az első a területkód, pl.: 836 RT
A mopedrendszámok ugyanolyanok mint a motorkerékpárokon használt "társaik". A rendszám mérete: 105 mm * 130 mm.
Lehetőség van személyre szabott rendszámok vásárlására is, ezeknél a sorozatszám helyén található a választott felirat, pl:  SMITH 4.

### 2004-es sorozat
2004. május 1-jétől (Észtország belépése az EU-ba) a rendszám bal szélén egy 40 mm széles függőleges kék sávban felül az Európai Unió zászlaja, alatta fehér színnel az EST felirat is megtalálható.
Más paramétereiben a rendszám megegyezik az 1991-es sorozattal.

#### Területi betűkódok

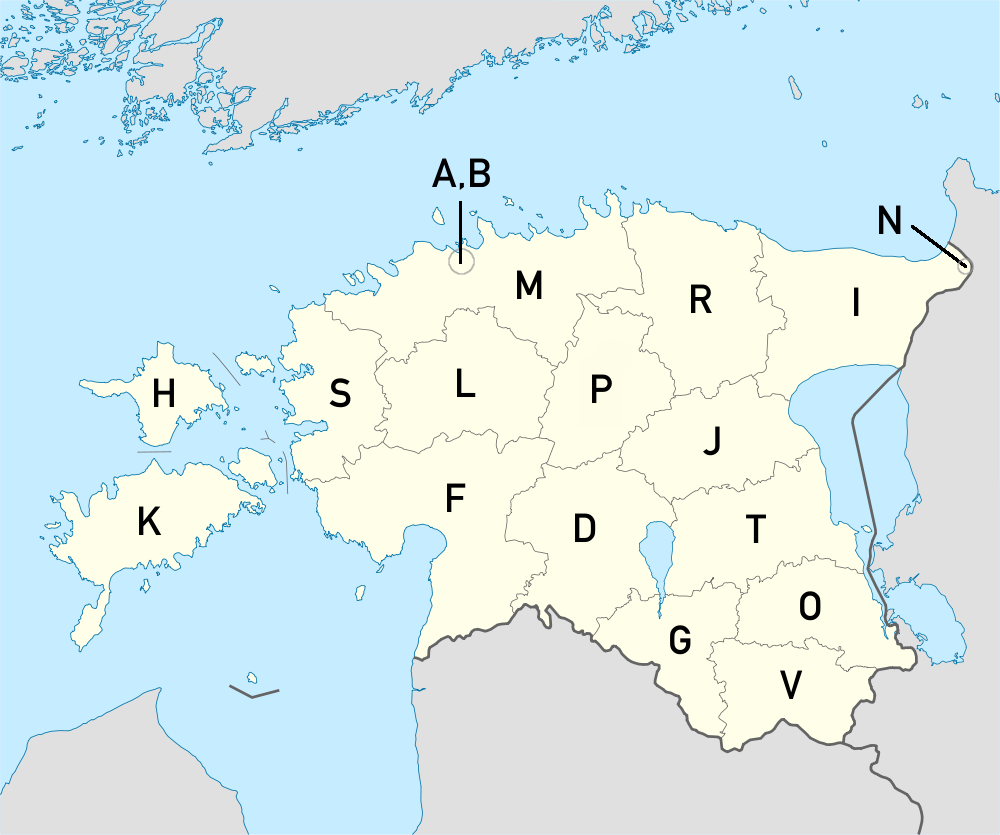
Az észt forgalmi rendszámok betűkódjainak földrajzi helyzete

A rendszámtáblákon 18-féle kód jelenhet meg. Ezek egy-egy megyét (maakond) jelölnek. Tallinn városát két darab betűkód is jelöli.
| Kód | Megye       | Székhely   |
| --- | ----------- | ---------- |
| A   | Tallinn     | (főváros)  |
| B   | Tallinn     | (főváros)  |
| D   | Viljandimaa | Viljandi   |
| F   | Pärnumaa    | Pärnu      |
| G   | Valgamaa    | Valga      |
| H   | Hiiumaa     | Kärdla     |
| I   | Ida-Virumaa | Jõhvi      |
| J   | Jõgevamaa   | Jõgeva     |
| K   | Saaremaa    | Kuressaare |

| Kód | Megye         | Székhely |
| --- | ------------- | -------- |
| L   | Raplamaa      | Rapla    |
| M   | Harjumaa      | Tallinn  |
| N   | Narva         | (város)  |
| O   | Põlvamaa      | Põlva    |
| P   | Järvamaa      | Paide    |
| R   | Lääne-Virumaa | Rakvere  |
| S   | Läänemaa      | Haapsalu |
| T   | Tartumaa      | Tartu    |
| V   | Võrumaa       | Võru     |

## Speciális formátumok
A normál rendszámok mellett Észtországban is található számos különleges, speciális rendeltetésű rendszám is, melyek a következők:

### Ideiglenes
A jelenleg használt rendszámok kartonpapírból készülnek, a papír felülső részén a TRANSIT felirat található alatta pedig egy F betű és 4 kézzel kitöltött szám (év, hónap).

### Export
Akkor használják, ha a jármű véglegesen elhagyja az országot.
A jelenleg használt rendszámoknál használt keret színe vörös, a rendszámtábla alapszíne ezüst színű összesen 6 karakterből áll 2 latin betű - négykarakterű szám pl.: AM-4738.

### Mezőgazdasági

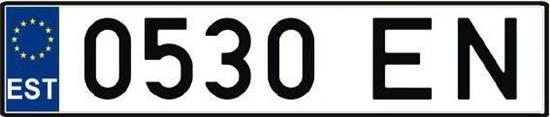
Mezőgazdasági rendszám

A rendszám fehér alapon fekete karakterekkel írt, a felső sorban egy négyjegyű szám, alatta két latin betű, fekete kerettel, pl.: 6524 AH.
Méretei: 340 mm * 220 mm.

### Katonai

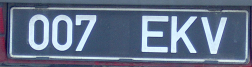
Katonai rendszám

A jelenleg használt rendszámok lényegében megegyeznek a normál formátumúakkal, azzal a különbséggel, hogy a területkód helyett fix EKJ betűket (Eesti kaitsejõud) használnak, pl.: 553 EKJ.

### Elnöki

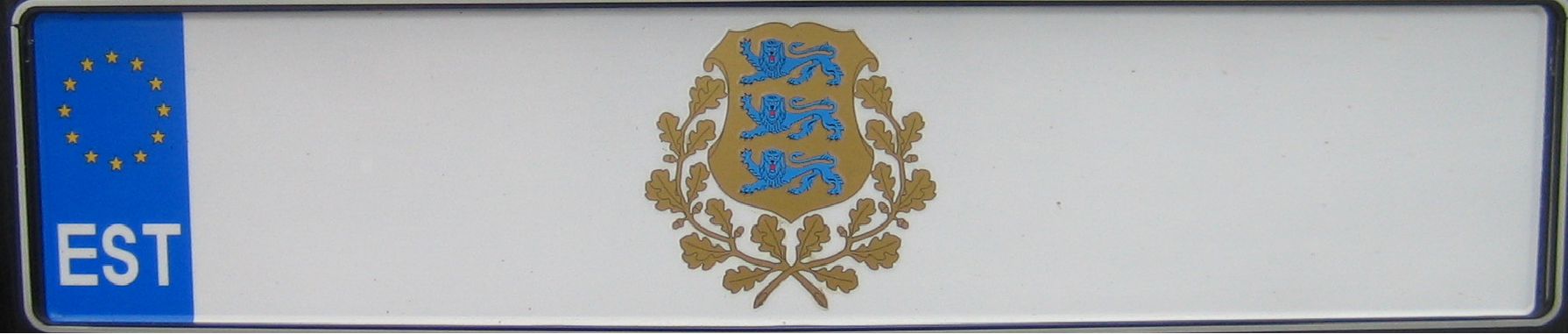
Elnöki rendszám

Az elnök autóján, bár hivatalos rendszámmal rendelkezik, nem használják, rendszám az észt címerrel van ellátva.

### Diplomáciai

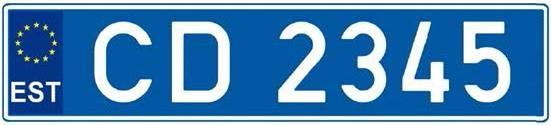
Diplomata rendszám

A rendszám fehér alapon fekete karakterekkel írt, fix világoszöld diplomáciai kód - szóköz - maximum három szám (országkód) - kötőjel - két szám, fekete kerettel. Méretei megegyeznek a normál rendszáméival, és 2004 óta a kék sáv is megtalálható a bal oldalon.
A diplomáciai kód a következő lehet:
- CDM - Nagykövet
- CD - Diplomáciai testület tagja